# Регар-ТадАЗ
«Регар-ТадАЗ» — таджикистанский футбольный клуб из города Турсунзаде (до 1978 года — г. Регар), Таджикистан. Один из самых титулованных и известнейших футбольных клубов Таджикистана и Средней Азии.
«Регар-ТадАЗ» является 7-кратным чемпионом Таджикистана, 6-кратным обладателем Кубка Таджикистана, 2-кратным обладателем Кубка Федерации футбола Таджикистана.
На международной арене, является 3-кратным обладателем Кубка Президента АФК — третьего по значимости клубного футбольного турнира в Азии. Первый таджикский клуб, завоевавший азиатский трофей.
Один из двух футбольных клубов (вместе с худжандским «Худжандом»), участвовавший во всех розыгрышах высшего дивизиона чемпионата Таджикистана. В названии использована аббревиатура Таджикского алюминиевого завода.

## История
В 1975 году, вместе с пуском Таджикского алюминиевого завода, профсоюзным комитетом Таджикского алюминиевого завода была образована футбольная команда из числа работников завода, получившая название «Металлург». В том же году команда участвовала в первенстве города Регар по футболу, и дебют оказался провальным. Учитывая, что Таджикский алюминиевый завод являлся крупнейшим промышленным предприятием Средней Азии, руководство и профком завода принимают решение вывести команду на более высокий уровень. И соответственно в 1976 году происходят изменения по усилению состава и привлечения в команду более опытных игроков. В результате чего «Металлург» побеждает в первенстве города Регар и получает право участвовать в чемпионате Таджикской ССР в 1977 году.
Дебютируя в 36-м чемпионате Таджикской ССР по футболу в 1977 году, заводская команда «Металлург» впервые в своей истории становится чемпионом Таджикской ССР. В этом чемпионском году в составе металлургов дебютировал молодой учащийся ГПТУ № 59 г. Регар Александр Пилюгин. Впоследствии он станет нападающим легендарного «Памира» Душанбе и в его составе будет участвовать в играх чемпионата СССР, первой лиги.
В 1978 году «Металлург» впервые становится обладателем Кубка Таджикской ССР, и первым победителем всесоюзного первенства по футболу «Крылатый металл», который ежегодно, с 1978 по 1983 года проводился в городе Турсунзаде. В нём участвовали команды России, Казахстана, Узбекистана, участвующие во 2 лиге чемпионата СССР.
В 1989 году «Металлург» во второй раз став чемпионом Таджикской ССР, получает право участвовать в играх 2 лиги чемпионата ССР. С 1990 года команда, уже переименованная в «Регар», выступает во всесоюзном первенстве. Однако в связи с распадом Советского Союза для «Регара» этот этап истории стал не очень значительным.
Второе перерождение команда получила уже в годы независимого Таджикистана. Включившись в первые годы образования республики в футбольные соревнования страны, команда из города металлургов, уже получившая новое название «Регар-ТадАЗ», стала добиваться больших результатов.

## Достижения

### Национальные турниры
Чемпионат Таджикской ССР
- Чемпион (2 раза): 1977, 1989.

Кубок Таджикской ССР
- Обладатель (4 раза): 1979, 1984, 1987, 1989.

Всесоюзный кубок «Крылатый металл»
- Обладатель: 1978.

Чемпионат Таджикистана
- Чемпион (7 раз): 2001, 2002, 2003, 2004, 2006, 2007, 2008.
- Вице-чемпион (7 раз): 1992, 2000, 2005, 2009, 2010, 2011, 2012.
- Бронзовый призёр (2 раза): 2016, 2019.

Кубок Таджикистана
- Обладатель (6 раз): 2000, 2001, 2005, 2006, 2011, 2012.
- Финалист (8 раз): 1992, 1995, 1999, 2013, 2014, 2015, 2018, 2019.

Суперкубок Таджикистана
- Финалист (3 раза): 2011, 2012, 2013[2].

Кубок Федерации футбола Таджикистана
- Обладатель (3 раза): 2012, 2016, 2022.
- Финалист (3 раза): 2017, 2018, 2023.
- Бронзовый призёр: 2019.

Молодежное первенство Таджикистана/Турнир дублеров
- Чемпион (4 раза): 2008, 2013, 2018, 2022.
- Вице-чемпион (4 раза): 2007, 2010, 2012, 2017.
- Бронзовый призёр (3 раза): 2009, 2011, 2016.

### Международные соревнования
Кубок президента АФК
- Обладатель (3 рекорд): 2005, 2008, 2009.

## Достижения игроков «Регар-ТадАЗ»

### Лучшие игроки азиакубков
Следующие футболисты становились лучшими игроками азиатских соревнований, являясь игроками «Регар-ТадАЗ» Турсунзаде:
- Хуршед Махмудов — самый ценный игрок Кубка президента АФК(2 раза): 2008, 2009.

### Лучшие бомбардиры чемпионата Таджикистана
Следующие футболисты становились лучшими бомбардирами чемпионата Таджикистана, являясь игроками «Регар-ТадАЗ» Турсунзаде:
- Пирмурод Бурхонов — 2001
- Осим Бобоев — 2003
- Сухроб Хамидов — 2004

### Футболисты года в Таджикистане
Следующие футболисты становились футболистами года в Таджикистане, являясь игроками «Регар-ТадАЗ» Турсунзаде:
- Хуршед Махмудов — 2005, 2006, 2008, 2011